# Dettingen (Ehingen)
Dettingen ist ein Stadtteil von Ehingen im Alb-Donau-Kreis in Baden-Württemberg. 1939 wurde Dettingen nach Ehingen eingemeindet, der Ortsteil Stetten kam dabei zur Gemeinde Kirchen.
Das Dorf am Rand der Donauniederung liegt circa eineinhalb Kilometer südlich von Ehingen und ist über die Landstraße 255 zu erreichen.

## Geschichte
Dettingen wird 1295 erstmals überliefert. Der Ort gehörte zur Herrschaft der Grafen von Berg, später zu Vorderösterreich. Spätestens seit dem 16. Jahrhundert war er Teil der Herrschaft Ehingen.
Im Jahr 1805 kam Dettingen zu Württemberg und wurde dem Oberamt Ehingen angegliedert.

## Sehenswürdigkeiten
- Kapelle St. Leonhard, erbaut 1765